# Albert Collon
Albert Collon (? – ?) belga jégkorongozó, olimpikon.
Az 1928. évi téli olimpiai játékokon játszott a jégkorongtornán a belga csapatban. Az A csoportba kerültek. Az első mérkőzésen kikaptak a britektől 7–3-ra, majd 3–2-re győztek a magyar válogatott ellen. Az utolsó csoport mérkőzésükön legyőzték a franciákat 3–1-re. A csoportból csak az első helyezett brit csapat jutott tovább. A belga csapat a második lett. Összesítésben az 5. Mind a három mérkőzésen játszott és nem ütött gólt.
Az antwerpeni Le Puck volt a klubcsapata.